# Giovanni Manzini (informatico)
Giovanni Manzini (Bologna, 1965) è un informatico e matematico italiano. 
Si è occupato principalmente della progettazione e analisi di algoritmi soprattutto nel campo della compressione dati. Con Paolo Ferragina ha ideato l'FM-index, una struttura dati con numerose applicazioni in bioinformatica; è proprio per l'FM-index che Manzini e Ferragina hanno ricevuto, insieme con Micheal Burrows, il premio ACM Paris Kanellakis (edizione 2022) con la seguente motivazione: 
«Per aver inventato la trasformata BW e l'FM-index che hanno fatto progredire notevolmente il campo delle strutture di dati compressi con un impatto fondamentale sulla compressione dei dati e sulla biologia computazionale».
Manzini e Ferragina sono stati i primi italiani e quarti europei a ricevere il premio.

## Biografia
Ha conseguito la laurea in matematica presso l'Università di Pisa nel 1988 e contestualmente il diploma della Scuola Normale Superiore di Pisa. Successivamente, nel 1995, ha ottenuto il diploma di Perfezionamento (equipollente al Dottorato di Ricerca) in Matematica presso la Scuola Normale Superiore di Pisa. Dal 1995 ha insegnato analisi numerica e informatica presso l'Università di Torino (sede formativa di Alessandria; dal 1988 facente parte dell'Università del Piemonte Orientale). Dal 2006 è professore ordinario d'informatica, prima presso l'Università del Piemonte Orientale e dal 2021 presso l'Università di Pisa.
Ha pubblicato più di cento articoli scientifici su numerose riviste e conferenze internazionali.